# 後肛魚科
后肛鱼科（Opisthoproctidae）是辐鳍鱼纲水珍魚目的其中一科，已发现8属约19种。

## 分類
後肛魚科其下分8個屬，如下：

### 拟渊灯鲑属（Bathylychnops）
- 短吻擬淵燈鮭（Bathylychnops brachyrhynchus）
- 智利擬淵燈鮭（Bathylychnops chilensis）
- 擬淵燈鮭（Bathylychnops exilis）

### 似胸翼鱼属（Dolichopteroides）
- 雙眼似胸翼魚(Dolichopteroides binocularis）

### 胸翼鱼属（Dolichopteryx）
- 印度胸翼鱼（Dolichopteryx anascopa）
- 安德列氏胸翼鱼（Dolichopteryx andriashevi）
- 长头胸翼鱼（Dolichopteryx longipes）
- 微胸翼鱼（Dolichopteryx minuscula）
- 帕里胸翼鱼（Dolichopteryx parini）
- 拟长身胸翼鱼（Dolichopteryx pseudolongipes）
- 大吻胸翼鱼（Dolichopteryx rostrata）
- 特氏胸翼鱼（Dolichopteryx trunovi）
- 瓦氏胸翼鱼（Dolichopteryx vityazi）

### 箭肛鱼属（Ioichthys)
- 卡氏箭肛鱼（Ioichthys kashkini）

### 大鳍後肛魚屬（Macropinna）
- 大鰭後肛魚（Macropinna microstoma）

### 後肛魚屬（Opisthoproctus）
- 葛氏後肛魚（Opisthoproctus grimaldii）
- 后肛鱼（Opisthoproctus soleatus）

### 透吻後肛魚屬（Rhynchohyalus）
- 南非透吻後肛魚（Rhynchohyalus natalensis）

### 冬肛魚屬（Winteria）
- 望遠冬肛魚（Winteria telescopa）